# Ayesha Curry

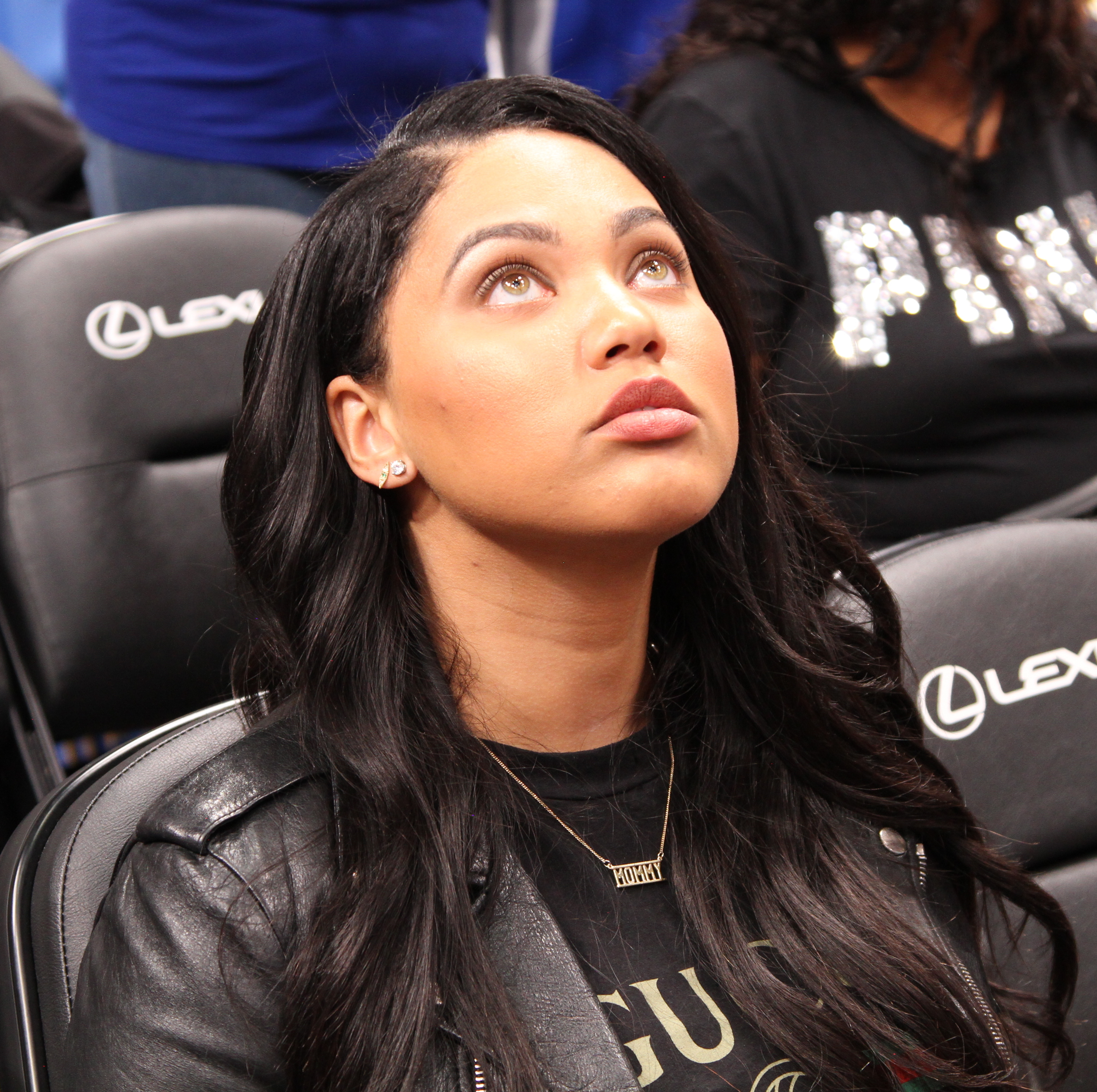
Ayesha Curry (2017)

Ayesha Disa Curry (* 23. März 1989 in Markham (Ontario), Kanada als Ayesha Disa Alexander) ist eine kanadisch-amerikanische Schauspielerin, Köchin und Kochbuchautorin.

## Leben
Curry begann frühzeitig, sich für Musik zu interessieren und hatte erstmals im Alter von zwölf Jahren ihren ersten Auftritt, wo sie im Musikvideo Too Young for Love von Suga Prince (heute bekannt als Sevn Thomas) mitspielte. Nach ihrem Abschluss an der Weddington High School zog Curry nach Los Angeles, um Schauspielerin zu werden.
Curry begann nach einigen Kleinstrollen in mehreren Fernsehshows und Filmen, 2016 ihre eigene Show Ayesha’s Homemade (alias Ayesha’s Home Kitchen) auf Food Network zu moderieren. Obwohl Curry keine professionelle Kochausbildung hatte, begann sie 2014 ihre kulinarische Karriere, als sie ihre erste Mahlzeit als YouTube-Demonstration auf ihrem Kanal Little Lights of Mine zubereitete. Curry ist die Autorin mehrerer Videos auf ihrem Kanal Little Lights of Mine, hat zusammen mit Sternekoch Michael Mina ein Restaurant geführt und hat ein Kochbuch geschrieben, The Seasoned Life, das 2016 veröffentlicht wurde und im Herbst desselben Jahres die New-York-Times-Bestsellerliste erreichte. Des Weiteren wirkt Curry weiterhin als Schauspielerin in mehreren nordamerikanischen Film- und Fernsehproduktionen mit und hat regelmäßige Auftritte in verschiedenen Fernsehshows.
Sie ist mit Stephen Curry verheiratet, mit dem sie vier Kinder hat.

## Filmografie

### Schauspielerin
- 2008: 10 Items or Less (Fernsehserie)
- 2008: Whittaker Bay (Fernsehserie, 8 Folgen)
- 2008: Love for Sale (Spielfilm)
- 2008: Dan's Detour of Life (Fernsehserie)
- 2009: Underground Street Flippers (Kurzfilm)
- 2009: Hannah Montana (Fernsehserie)
- 2009: Gary Unmarried (Fernsehserie)
- 2010: Meine Schwester Charlie (Good Luck Charlie, Fernsehserie)
- 2017: Ballers (Fernsehserie)
- 2017: Prinz Charming (Animationsfilm, Stimme)
- 2019: Stephen vs. The Game (Fernsehserie)
- 2024: Irish Wish

### Produzentin
- 2017: Ayesha's Homemade (Fernsehserie)
- 2019: Family Food Fight (Fernsehserie)

### Eigene Auftritte (Auswahl)
- 2015–2019: Die Rachael Ray Show (Rachael Ray)
- 2016: Guy's Grocery Games
- 2016: Chopped Junior
- 2016–2020: Ayesha's Homemade
- 2017: The Great American Baking Show
- 2019–2020: Family Food Fight

## Buch
- Ayesha Curry – The Seasoned Life: Food, Family, Faith, and the Joy of Eating Well, Little Brown and Company, 2016, ISBN 0-316-31633-4